# Club Deportivo Atlético Marte
Club Deportivo Atlético Marte é um clube de futebol de El Salvador, da cidade de San Salvador.

## Títulos

### Internacionais
- Recopa da CONCACAF: 1991.

### Nacionais
- Campeonato Salvadorenho: 8 vezes (1955, 1956, 1957, 1969, 1970, 1980, 1982 e 1985).
- Campeonato Salvadorenho da 2ª Divisão: 2008.